# Dom Frankego w Częstochowie
Dom Frankego – zabytkowa, eklektyczna kamienica w Częstochowie, w I Alei, zbudowana w latach 1901–1903.
Kamienica została wzniesiona w stylu eklektycznym na rogu obecnych I Alei i ul. Wilsona.
Pierwotnie w miejscu kamienicy stał dworek z pierwszej połowy XIX wieku z istniejącą do dziś parterową oficyną z 1865 roku, który należał do Augusta Szlachera. W 1895 roku działka została kupiona od córki Szlachera, Wandy Kreczmerowej, przez jego wnuka, Adolfa Frankego, dyrektora fabryki "Brass i synowie". Na miejscu dworku Franke kazał wybudować, ukończoną w roku 1903, obecną kamienicę.
Przed II wojną światową mieścił się w niej hotel Victoria, gabinet lekarski, apteka, skład win, salon Chevroleta i liczne sklepy. W czasie wojny kamienica znalazła się na pograniczu częstochowskiego getta i była siedzibą zakładów rzemieślniczych oraz kwaterą dla najcenniejszych dla okupanta rzemieślników. W początkowym okresie okupacji wielu Żydów uciekło z getta, wykorzystując istnienie dwóch klatek schodowych, wychodzących jedna na żydowską, druga na aryjską stronę. Po likwidacji getta znajdował się tu niemiecki szpital i hotel wojskowy. Po wojnie działał w nim najpierw Państwowy Urząd Samochodowy i Związek Zawodowy Transportowców, które rejestrowały auta i weryfikowały prawa jazdy. Następnie działało tu Liceum Technik Plastycznych z internatem.
Obecnie parter jest przeznaczony na działalność usługową.

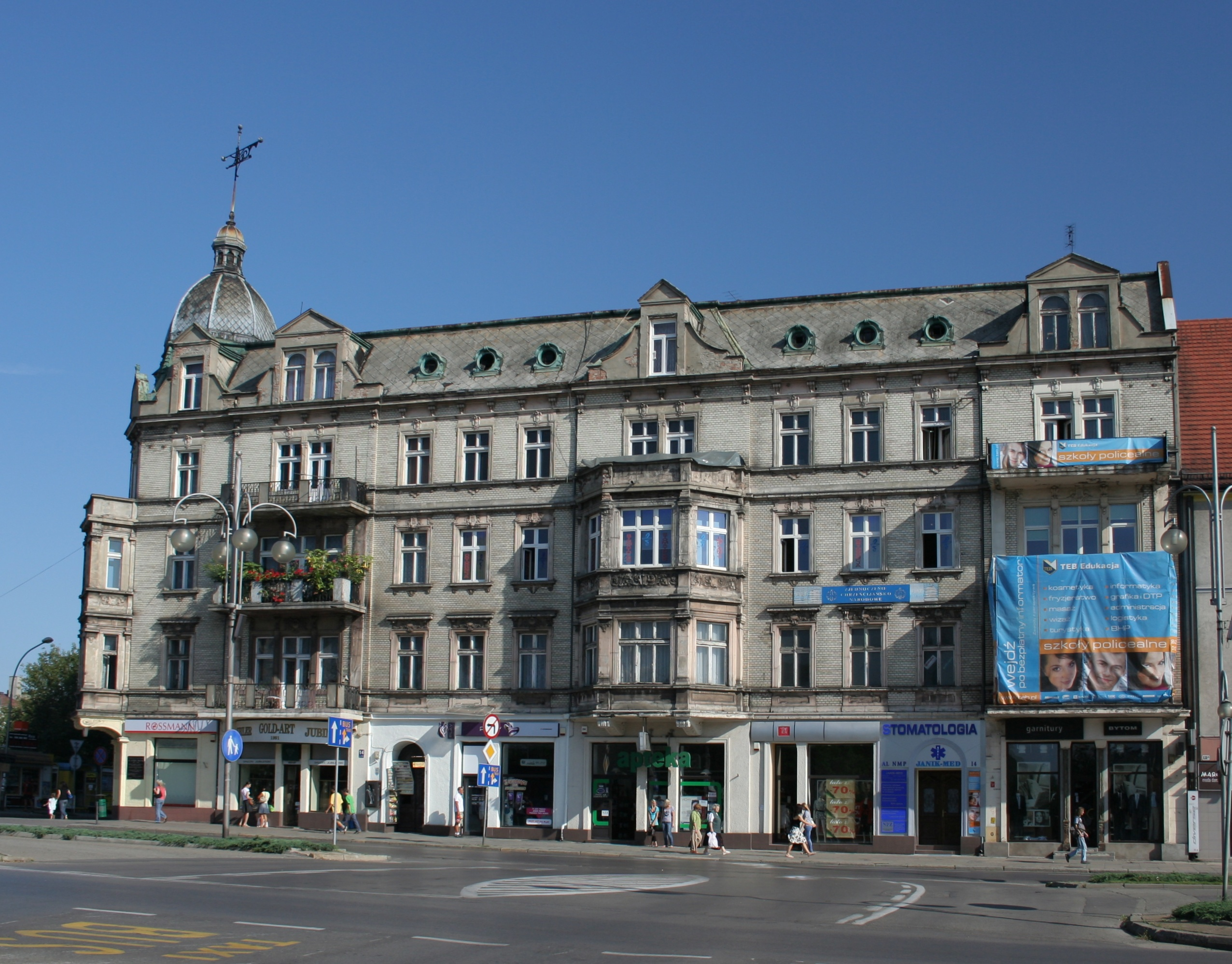
Widok od strony I Alei
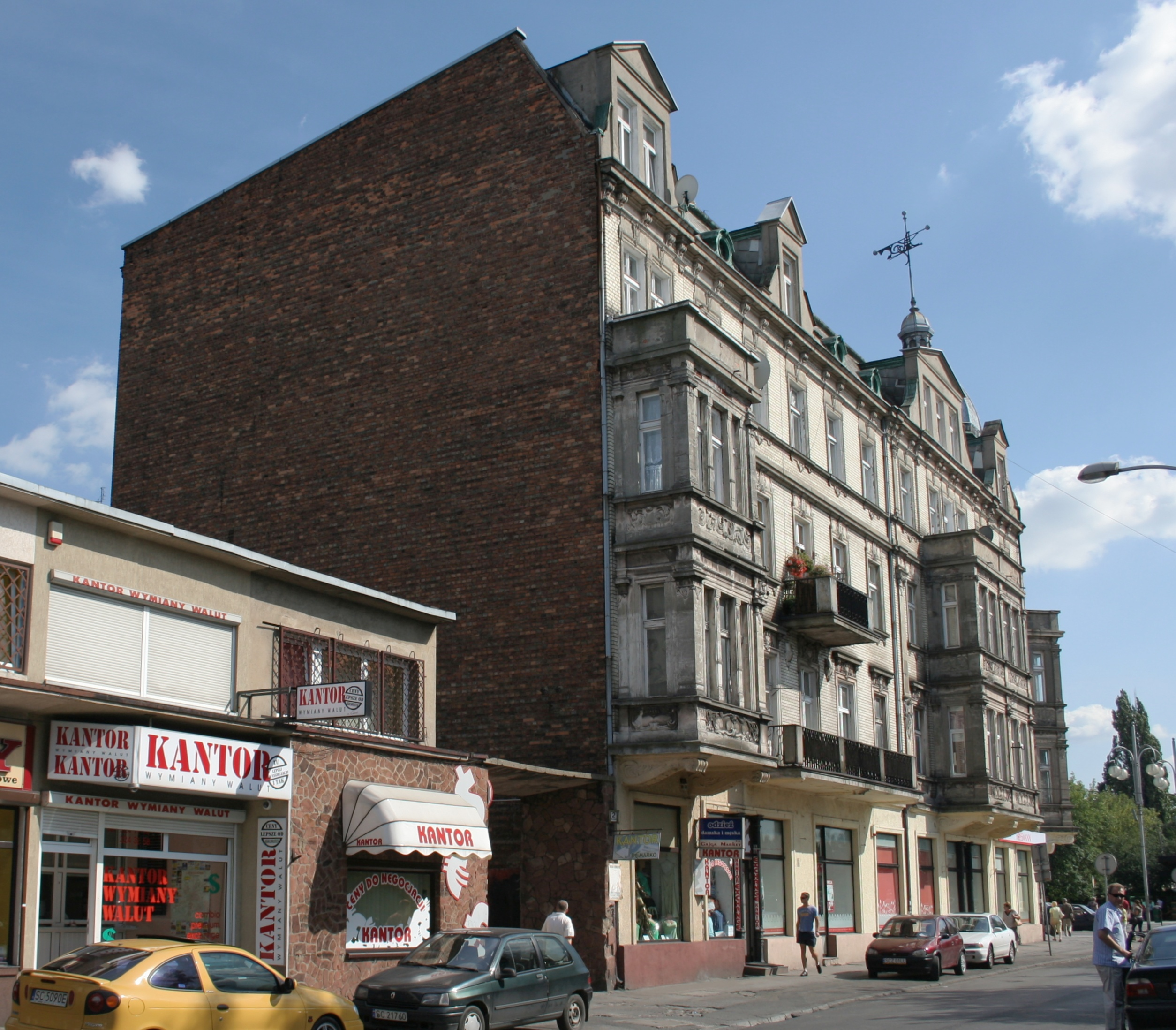
Widok od strony ul. Wilsona